# Iowa durant la guerre de Sécession
L'État de l' Iowa durant la guerre de Sécession joue un rôle en fournissant de la nourriture, du ravitaillement et des troupes à l'armée de l'Union, bien que ses contributions soient éclipsées par celles des États de l'est plus grands et plus peuplés.

## Prélude à la guerre
L'Iowa devient le vingt-neuvième État de l'Union le 28 décembre 1846 et l'état continue d'attirer beaucoup de colons, à la fois américains et étrangers. Seule la partie à l'extrémité du nord-ouest de l'état reste une région frontalière. Avec le développement des années 1850 du chemin de fer de l'Illinois central et du chemin de fer de Chicago et du North Western, les champs fertiles de l'Iowa sont reliés aux dépôts de ravitaillement orientaux lorsque la guerre de Sécession débute. Les compagnies manufacturières dans la partie orientale de l'État, ainsi que les fermiers, peuvent envoyer sans délai leurs produits à l'armée de l'Union.

## Guerre de Sécession

### Politique
La période de la guerre de Sécession apporte un changement considérable dans la politique de l'Iowa. Pendant les années 1850, le parti démocrate dominant de l'État souffre de sérieux problèmes internes, et ne parvient pas à obtenir de réponse de la part du parti démocrate national pour subvenir à leurs besoins locaux. Les iowans se tournent rapidement vers le parti républicain (en) qui émerge. Le nouveau parti s'oppose à l'esclavage et promeut la propriété foncière, les banques, et les chemins de fer, et l'Iowa vote massivement pour Abraham Lincoln et les autres politiciens républicains en 1860 et tout au long de la guerre, malgré la présence d'un fort mouvement pacifique Copperheads parmi les colons récents d'origine sudiste. Le parti démocrate reste particulièrement en place autour du fleuve Mississippi comme à Dubuque qui a été fortement colonisé par des immigrants allemands.

### Recrutement militaire
Alors que la guerre de Sécession éclate, Samuel J. Kirkwood porte ses efforts pour lever et équiper les troupes de volontaires pour le service fédéral. Le 1st Iowa Infantry (en) est levé pour servir pendant une durée de trois mois de mai à août 1861. Il aide à sécuriser le chemin de fer d'Hannibal et St. Joseph stratégique dans le nord du Missouri, puis fait une série de marches forcées dans l'état, combattant finalement avec distinction lors de la bataille de Wilson's Creek, une action récompensée par les remerciements du congrès et deux iowans recevront plus tard la médaille d'honneur pour leurs efforts pendant les combats. 
Il n'y a pas de bataille significative en Iowa, mais l'État envoie beaucoup de ravitaillement en nourriture aux armées et aux villes de l'est. 76 242 iowans (sur une population totale de 674 913 en 1860) servent dans les armées, beaucoup d'unités de combat sont affectées dans les armées occidentales. 13 001 d'entre-eux meurent de blessures ou de maladie (les deux tiers). 8 500 iowans sont blessés. Les cimetières dans le Sud contiennent les restes de soldats de l'Iowa qui sont tombés au cours de la guerre, avec la plus grande concentration dans le cimetière national de Vicksburg (en). Un certain nombre meurent aussi dans les camps confédérés de prisonniers, dont le camp d'Andersonville. Bien que le nombre total d'iowans qui ont servi dans l'armée pendant la guerre de Sécession puisse semble faible en comparaison aux états de l'est et du sud plus peuplés, aucun autre état, au nord et au sud, a eu un tel pourcentage de ses hommes, âgés de 15 à 40 ans, servant dans l'armée au cours de la guerre.
L'Iowa fournit quarante-huit régiments d'infanterie de l'État, un régiment des troupes de couleur des États-Unis (le 1st Iowa Volunteer Infantry Regiment (African Descent) (en)), neuf régiments de cavalerie et quatre batteries d'artillerie. En plus de ces troupes engagées dans le service fédéral, l'État lève aussi un nombre d'unités de la Home Guard ou de la milice, dont la brigade de la frontière septentrionale et la brigade de frontière méridionale, principalement pour la défense des frontières. Les autres unités locales comprennent la Sioux City Cavalry.
Sporadiquement, les partisans confédérés et les bushwhackers pillent l'Iowa. Une de ces excursions à l'automne 1864 est  conçue pour perturber la réélection d'Abraham Lincoln. Près de la frontière du Missouri, beaucoup d'iowans sont pro-esclavagistes, sympathisants confédérés anti-Lincoln, et ils fournissent un refuge pour les guérilleros. Le 12 octobre 1864, une douzaine de guérilleros déguisés en soldats de l'Union terrorisent le comté de Davis, où il pillent les habitations, et enlèvent et assassinent trois iowans près de Bloomfield.

## Héritage d'après-guerre
Le cimetière national de Keokuk (en) est créé comme lieu de sépulture des défunts des cinq hôpitaux de l'armée de États-Unis à Keokuk. Il contient plus de 600 soldats de l'Union et 8 prisonniers de guerre confédérés.
À la suite de la guerre, un nombre d'organisation de vétérans, et en particulier la grande armée de la république jouent un rôle important dans fournissant des fonctions sociales, du soutien financier et des hommages aux anciens soldats. La GAR fournit des fonds et donne l'impulsion pour la construction de la maison des soldats de l'Iowa à Marshalltown et d'autres maisons similaires et des hôpitaux, ainsi que des orphelinats. 